# Aradus depictus
Aradus depictus är en insektsart som beskrevs av Van Duzee 1917. Aradus depictus ingår i släktet Aradus och familjen barkskinnbaggar. Inga underarter finns listade i Catalogue of Life.